# Zuidlede
El Zuidlede és un riu de Flandes Oriental. Neix a Mendonk i desemboca al Durme a Daknam, un nucli de la ciutat de Lokeren. Forma la frontera meridional de la depressió del Moervaart, un paisatge protegit.
El riu es troba en la plana al·luvial de l'Escalda marítim, el curs inferior de l'Escalda, de la qual el relleu i la hidrografia, en un terra d'argila i sorra, sovint van canviar, per la marea, les inundacions i des de l'edat mitjana, per l'home. En aquesta època, per l'absència de carreteres fiables, els cursos d'aigua tenien un paper important per al transport de mercaderies. El Zuidlede formava la frontera meridional del territori de l'Abadia de Boudelo, que des de la fi dels segles XII va tenir un paper important en la colonització d'aquesta zona, fins aleshores poc habitada. Ja el 1379 el Zuidlede va ser calibrat i el 1412 va ser apregonat. Durant la Guerra de Successió Espanyola (1701–1713) es van esvorancar els dics, per parar l'avenç de l'exèrcit espanyol. Avui només serveix per al desguàs dels pòlders.
El nom és compost de zuid, meridional i -lede, una paraula freqüent al neerlandès mitjà de Flandes Oriental per indicar un curs d'aigua excavat.